# 日本野球連盟
公益財団法人日本野球連盟（にほんやきゅうれんめい、英字表記：Japan Amateur Baseball Association、略称：JABA）は、日本の社会人野球を統括する団体。1949年に日本社会人野球協会として創設され、1985年に財団法人となり、2013年に公益財団法人に移行し、現在の名前になった。

## 概要
アマチュア社会人硬式野球チームは所在する都府県連盟（北海道のみ北海道地区連盟）を介しこの連盟に加盟することとなっている。また社会人野球の公式戦のうち、都市対抗野球大会、社会人野球日本選手権大会、クラブチームによる全日本クラブ野球選手権大会と、2006年から2014年に行われていたナショナルクラブベースボールシリーズを主催しており、この4大会以外もすべて傘下連盟（地区連盟ないし都府県連盟）の主催か共催である。なお当連盟は中学硬式野球日本一を決めるジャイアンツカップも主催しているが、こちらは毎日新聞社とは関与していない。
社会人野球はしばしば実業団野球と混同されるが、実業団野球は現在、軟式野球チームのみを対象としており別物である。
2002年まではJABA公式大会、JABA公認大会、JABA準公認大会が開かれていたが、2003年から公認大会と準公認大会を一本化し、大会名の前に「JABA」を冠することとなった。

## 概略

### 運営形態
全国9ブロックの地区連盟を設置し、その傘下に46都府県連盟を設置。
- 北海道地区連盟（北海道）
- 東北地区連盟（青森・岩手・秋田・宮城・山形・福島）
- 関東地区連盟（茨城・栃木・群馬・埼玉・千葉・東京・神奈川・山梨）
- 北信越地区連盟（長野・新潟・富山・石川・福井）
- 東海地区連盟（静岡・愛知・岐阜・三重）
- 関西地区連盟（滋賀・京都・大阪・奈良・和歌山・兵庫）
- 中国地区連盟（岡山・鳥取・島根・広島・山口）
- 四国地区連盟（香川・愛媛・徳島・高知）
- 九州地区連盟（福岡・大分・佐賀・長崎・熊本・宮崎・鹿児島・沖縄）

### 加盟・登録条件
一般的には社会人野球の連盟として認知されており、実際にも成年以上が対象で構成されたほとんどの加盟所属チームは社会人野球チームである。
ただし、連盟の規定上は、加盟登録条件を満たすすべてのアマチュア野球チームが登録可能となっている。つまり大学や専門学校などのチームも加盟可能であり、大学生や専門学校の生徒がクラブチームに所属し選手登録することも可能だが、野球協約により日本学生野球協会所属団体に登録されている部員は登録できない。なお、いったん日本野球連盟に登録した部員が大学野球（全日本大学野球連盟所属チーム）に移る場合は、大学野球連盟側の規定により、1年間公式戦出場禁止となる。定時制高等学校に通う生徒の場合は18歳以上なら登録可能となっている。
また、2002年の規約改正により、日本高等学校野球連盟に選手登録をしていない選手であれば、現役の高校生であっても日本野球連盟に選手登録することができることとなっており、現にいくつかのクラブチームでは現役高校生が競技者登録を行っている。ただし、高校野球指導者においてはこの限りでなく教員等で部長、監督を務めながらクラブチームの現役選手として活動するケースもある。
なお、一般の部への社会人チーム以外の登録は以下の通り（2020年8月現在）。
- 専門学校（専修学校・各種学校）

以下は過去の登録実績
- 大学単独チーム - （新潟国際情報大学、日本ウェルネススポーツ大学）

※新潟国際情報大学は大学連盟に所属すると移動の負担が大きい等が理由であったが解散
※過去には石巻専修大学の加盟歴があった。日本ウェルネススポーツ大学（一時期並行するも）ともに大学連盟への加入で解散。
- 高等専門学校 - （福島高専ホープス）※4、5年生中心で躍進するも活動休止となり事実上解散

## チームの活動傾向
- 1990年代に入り、長期不況の影響から、多くの企業チームが休部（廃部）に追い込まれて、その大半はクラブチームという形態を取って存続（移行）する傾向が多い。その場合でも企業チーム時代からの母体企業が支援するケースが多いが、松山フェニックスのように母体企業の支援を受けないで市民規模のチームとして存続する場合、あるいは日本製鉄東海REXや、日本製鉄かずさマジックのように広域複合企業チーム（この場合は企業チームと同等扱い）として活動することもある。
- 21世紀に入り、元プロ野球選手、あるいは山本譲二や萩本欽一といった野球愛好家のタレントが結成したクラブチームが設立されたり、あるいは次項でも記述するプロ野球選手の監督や選手などでの現場復帰のケースも増えている。

## 日本野球機構（NPB）との関係
戦後1960年まではプロ野球経験者の社会人野球復帰が1チーム3人まで認められていたが、1951年の南海土建野球部に南海ホークスの二軍選手が集団「出向」して参加した事例で関係が悪化し、1961年の柳川事件（プロ野球経験者の社会人大会への出場がプロ退団の翌々年からと通告されたことへの報復として、シーズン中に日本生命の柳川福三を強引に中日ドラゴンズが獲得した問題）が決定的亀裂となり、これ以後プロ選手の社会人野球復帰が禁止されてしまった。
しかし、1992年のバルセロナオリンピックの際に行われたプロ・アマ交流試合をきっかけにプロ野球チームとの交流も盛んに実施されており、段階を追って選手の社会人野球への復帰が認められたり、練習試合でも主として二軍チームとの交流戦を積極的に実施している。また広島東洋カープの二軍チームが広島大会（5月）に限定して2002年度から公式戦出場を果たし、2003年度から2年連続で同大会優勝を飾っている（社会人野球大会戦績の項参照）。
現在、元プロ選手が社会人野球に選手として登録する場合、1チームにつき年2名まで、かつ受け入れ先の企業・団体と社員選手（正社員、または契約社員・嘱託社員）の契約（クラブチームや広域複合型企業チームである場合も、何らかの社員か従業員であること）を結ぶことが義務付けられている。
また、元プロ野球選手が主宰者・監督・コーチなどの形で就任するクラブチームの結成も相次いでいる。
一方で、2011年のドラフト会議前に、「企業所属の選手は技術向上と社会教育という育成制度の理念から外れるので、指名するならば支配下選手として指名すべき」という申し入れを行なっており、NPBの育成選手契約に一定の歯止めをかけている。
なお、1リーグ時代のプロ野球を主催していた組織も日本野球連盟という名前だったが、直接の関係はないとされている。

## 独立リーグとの関係
2005年に四国アイランドリーグ（現・四国アイランドリーグplus）が発足した当時、連盟はリーグ在籍経験者をアマチュア選手と同じ扱いとし、社会人野球チーム在籍者が独立リーグに入る場合も制限を設けていなかった。しかし、2009年2月25日に制定した「国内の独立リーグに関する取扱要領」において在籍経験者をNPBと同じプロ野球経験者とし、登録者数制限（1チーム3名以内）の規定を適用するとともに、社会人野球チームの在籍者は大卒の場合2年、高卒の場合3年は独立リーグと契約できないとした。さらに2010年1月からは、独立リーグ退団者は退団の翌年度中の選手登録を認めず、大卒2年・高卒3年以内の社会人野球チーム在籍者は、チームが円満退部の書面を発行した場合には独立リーグと契約可能としたが書面なく契約した場合は社会人野球へ復帰できないとし、独立リーグの入団テストを受ける場合は事前に所属チームの承諾が必要とした。2014年11月、日本野球連盟は、独立リーグ在籍経験者をプロ野球経験者の登録者数制限適用外とし、日本独立リーグ野球機構所属リーグ（アイランドリーグとベースボール・チャレンジ・リーグ）在籍経験者については退団翌年度の登録制限適用外とする「取扱要領」の改正をおこない、独立リーグ退団者の選手登録制限を緩和した。
また2013年10月28日より、連盟所属チームが独立リーグと試合をおこなうに当たっては、連盟とリーグの間で協定書を締結することを必須とした。2014年現在、四国アイランドリーグplusとベースボール・チャレンジ・リーグとは協定書が締結されているが、BASEBALL FIRST LEAGUE（現・さわかみ関西独立リーグ）とは未締結となっている。

## 他の競技連盟との関係
日本スポーツ協会の加盟団体ではあるが、JOC（日本オリンピック委員会）には直接加盟団体とはなっていない。日本学生野球協会と共に全日本野球協会を構成し、同団体を通してのJOC加盟団体となっている。